# Coma de Cadí
La Coma de Cadí és, com el seu nom indica, una coma del terme municipal d'Isona i Conca Dellà, en terres de l'antic municipi d'Orcau, al Pallars Jussà.
Està situada al sud-est del poble d'Orcau i a llevant del de Basturs, a l'esquerra del barranc de Riassó. És a llevant de la carretera LV-5112, al nord-est del punt quilomètric número 2. Està delimitada a ponent pel Serrat de Sanguín i a llevant pel de Sanguill.